# Diogenidae
De linkse heremietkreeften of Diogenidae zijn een familie van op land levende heremietkreeften.

## Kenmerken
Deze familie heeft een sterk ontwikkelde linkerklauw.

## Geslachten
- Allodardanus Haig & Provenzano, 1965
- Aniculus Dana, 1852
- Areopaguristes Rahayu & McLaughlin, 2010
- Bathynarius Forest, 1989
- Calcinus Dana, 1851
- Cancellus H. Milne Edwards, 1836
- Ciliopagurus Forest, 1995
- Clibanarius Dana, 1852
- Dardanus Paul'son, 1875
- Diogenes Dana, 1851
- Isocheles Stimpson, 1858
- Loxopagurus Forest, 1964
- Paguristes Dana, 1851
- Paguropsina Lemaitre, Rahayu & Komai, 2018
- Paguropsis Henderson, 1888
- Petrochirus Stimpson, 1858
- Pseudopaguristes McLaughlin, 2002
- Pseudopagurus Forest, 1952
- Strigopagurus Forest, 1995
- Tetralobistes Ayon-Parente & Hendrickx, 2010
- Tisea Forest & Morgan, 1991
- Trizopagurus Forest, 1952